# 結晶成長
結晶成長（けっしょうせいちょう、英文名称：crystal growth）とは、単結晶である支持結晶基板や種結晶を元にして、その結晶を増大させることである。結晶の原子の配列等を保ったまま結晶を増大させることを特にエピタキシャル成長という。多結晶等を形成する場合は結晶成長ではなく堆積である。
大型の結晶を作成する手法として、チョクラルスキー法（Czochralski = CZ法) などがある。
支持結晶基板に対してエピタキシャル成長する手法として、有機金属気相成長 (MOVPE: Metal-organic vapor phase epitaxy)や、分子線エピタキシー (MBE: Molecular beam epitaxy)、ハイドライド気相成長 (HVPE: Hydride vapor phase epitaxy)、液相成長法 (LPE: Liquid phase epitaxy) 等があり、各用途に用いられている。